# Portland–Lewiston Interurban Railroad
Die Portland–Lewiston Interurban Railroad (PLI) war eine Interurban-Bahn in Maine (Vereinigte Staaten). Sie verband zwischen 1914 und 1933 die beiden Städte Portland und Lewiston.

## Geschichte

### Vorgeschichte
Ab 1902 war es möglich, mit der Straßenbahn von Portland nach Lewiston zu fahren. Die Fahrt dauerte, mit zweimaligem Umsteigen, drei Stunden. Die Eisenbahn bot zwar umsteigefreie Verbindungen an, kostete jedoch mehr und fuhr selten. Schon bald galt eine Direktverbindung zwischen den beiden größten Städten Maines als notwendig. Im April 1905 wurden gleich zwei Bahngesellschaften gegründet, die die Strecke bauen wollten, die Portland and Lewiston Railway und die Lewiston and Portland Railroad. Beide erhielten eine Konzession, die jedoch 1907 auslief, ohne dass eine Bautätigkeit begonnen worden war. 1906 wurde die Portland and Auburn Railway gegründet, die Akkumulator-Triebwagen einsetzen wollte. Ob sie eine Konzession erhielt, ist nicht bekannt. Mehrere Straßenbahngesellschaften bemühten sich 1907 um Konzessionen für neue Strecken, die die Reisezeit zwischen Portland und Lewiston verkürzt hätten, die jedoch ebenfalls keine Bauarbeiten unternahmen.
Dann wurde am 12. Juli 1907 die Portland, Gray and Lewiston Railroad Company gegründet. Sie plante eine Linienführung über Westbrook, die jedoch später zugunsten einer direkten Strecke über West Cumberland geändert wurde. Präsident der Gesellschaft war Edward W. Gross aus Auburn, der bereits die Portland and Lewiston Railway gegründet hatte. Am 29. Juni 1909 erhielt die Gesellschaft die Baugenehmigung für ihre vorgeschlagene Trasse. In der Zwischenzeit hatten sich Winfield Scott Libbey und Henry M. Dingley in die Gesellschaft eingekauft, indem sie Anteile von anderen Gesellschaftern übernahmen, die sich zurückziehen wollten. Beide waren vorher Mitgesellschafter der Lewiston and Portland Railroad. Die beiden Unternehmer besaßen auch Anteile an der Lewiston and Auburn Electric Light Company und beabsichtigten zur Finanzierung des Bahnbaus diese Anteile zu beleihen.

### Bau, Betrieb und Ende der Bahn
Im Frühjahr 1910 begannen die Trassierungsarbeiten von Auburn aus. Zwischen Auburn und Lewiston sollte die Bahn die kurz zuvor eröffnete Straßenbahnstrecke der Lewiston, Augusta and Waterville Street Railway mitbenutzen und in Portland die Gleise der dortigen Straßenbahn. W. Scott Libbey starb am 17. Mai 1914, kurz bevor die Strecke am 29. Juni des Jahres eröffnet wurde. Neuer Präsident wurde Libbeys Sohn Harold.
Da noch nicht alle sechs bestellten Triebwagen ausgeliefert waren, konnte anfangs nur ein Zweistundentakt angeboten werden. Erst Ende Juli wurde der angestrebte Stundentakt eingeführt. Am 10. Juli 1914 wurde unterdessen die Bahngesellschaft in Portland–Lewiston Interurban Railroad umbenannt. Die Androscoggin Electric Company wurde am 23. Oktober 1914 gegründet und kaufte sowohl die PLI, als auch die Lewiston and Auburn Electric Light Company, die die Stromversorgung in den namensgebenden Städten durchführte.
1932 veranlasste die Regierung eine Abspaltung der Bahngesellschaft von der Androscoggin Electric Company. Da die Bahn finanziell allein nicht überlebensfähig war, wurde der Betrieb am 29. Juni 1933 eingestellt. Die Fahrleitungsanlagen sowie die Unterwerke wurden noch im gleichen Jahr abgebaut, die Gleise folgten 1934. Die Verkehrsleistungen wurden durch die Maine Central Transportation Company in Form von Linienbussen übernommen.

### Museumsbetrieb
Im Mai 2012 wurde bekannt, dass das Maine Narrow Gauge Railroad Museum beabsichtigt, nach Gray umzuziehen und auf einem Teil der PLI-Trasse einen Museumsbetrieb in 610 Millimetern Spurweite einzurichten.

## Streckenverlauf
Die insgesamt 55 Kilometer lange Strecke begann in Portland am Monument Square. Die Bahnen wendeten von der Forest Avenue kommend über diese, die Congress Street, Middle Street, Temple Street, Congress Street, Preble Street, Portland Street wieder zur Forest Avenue. Depot und Verwaltungsgebäude lagen in der Portland Street. Bei Morrill’s Corner in Portland (Kreuzung Forest Avenue/Allen Avenue) zweigte die eigene Strecke der Gesellschaft ab und führte auf eigenem Bahnkörper über West Falmouth, West Cumberland, South Gray, Gray, North Gray, Lower Gloucester, New Gloucester, Upper Gloucester, Danville und Littlefield Corner nach Auburn. In Auburn mündete die Strecke an der Kreuzung Minot Avenue/Poland Road in die Strecke der Lewiston, Augusta and Waterville Street Railway ein, die sie bis zur Middle Street in Lewiston mitbenutzte. Die Endstelle für Fahrgäste in Lewiston befand sich auf dem Union Square. In Lewiston endete die Strecke in der Middle Street, südlich der Main Street, vor dem zweiten, kleineren Betriebshof der Bahn. Die Bahngesellschaft besaß insgesamt 47,96 Kilometer Strecke. Für 5,97 Kilometer Strecke der Straßenbahn Portland und 2,95 Kilometer der LA&WSR bestand ein Mitbenutzungsrecht. Die eigene Strecke war durchweg eingleisig mit Ausweichen, die mitbenutzten Straßenbahnstrecken in Portland, Auburn und Lewiston waren weitgehend zweigleisig ausgebaut. Die Ausweichen lagen in Deering Junction, West Falmouth, am Forest Lake, in Gray, Lower Gloucester, New Gloucester, Upper Gloucester, und Auburn.
Die Strecke kreuzte mehrere Eisenbahnstrecken. In Portland befand sich ein Bahnübergang über die Bahnstrecke Portland–Rockland der Maine Central Railroad. Im Stadtgebiet von Poland unterquerte die Bahn die Bahnstrecke Portland–Island Pond der Grand Trunk Railway, überquerte auf einer Brücke die Bahnstrecke Cumberland Center–Bangor der Maine Central und kreuzte dann die Bahnstrecke Lewiston Junction–Lewiston der Grand Trunk niveaugleich.
Große Teile der PLI-Trasse sind noch heute gut sichtbar. Südlich von West Cumberland ist neben der Gray Road noch eine Brücke über einen Bach erhalten. Neben der Hotel Road in Auburn steht noch die Brücke über den Little Androscoggin River.
Signale für den Bahnverkehr gab es nicht. Die Bahnen mussten an den Ausweichen den entgegenkommenden Wagen abwarten. Daneben wurden in den Triebwagen Telefone mitgeführt, die an die Telefonleitung entlang der Strecke angeschlossen werden konnten, um den Dispatcher der Strecke zu erreichen. Drei Bahnübergänge, in West Cumberland, Gray und Danville, wurden mit Signalanlagen gesichert, als der Individualverkehr zunahm.

## Betriebsablauf
Personentriebwagen verkehrten stündlich. Anfangs hielten die Bahnen nur an elf Unterwegsstationen. Ab dem 1. Juli 1915 fuhr jedoch auf Anordnung der State Public Utilities Commission jede zweite Fahrt lokal mit Halt an allen Stationen, einschließlich einiger neu gebauter, und die übrigen Fahrten fuhren als Limited mit Halt an nur fünf Stationen. Die Fahrzeit betrug für lokale Fahrten 100 Minuten, für Limited-Fahrten 80 Minuten. Der Fahrpreis betrug anfangs 75 Cent, wurde aber später deutlich erhöht. 1917 wurde mit einem neuen Fahrplan die Fahrzeit für Lokalfahrten auf 105 Minuten erhöht. In den letzten Betriebsjahren wurde durch den Bau weiterer Haltestellen die Anzahl der Zwischenhalte für die Lokalfahrten auf 50 erhöht.
Die einzelnen Fahrten hatten festgelegte Zugnummern wie bei einer Eisenbahn, die an den Stirnseiten der Triebwagen mit einem Schild angezeigt wurde. Sonderfahrten waren mit der Triebwagennummer sowie der Fahrtrichtung „northbound“ (Richtung Norden, also Lewiston) bzw. „southbound“ (Richtung Süden, also Portland) gekennzeichnet. Später wurden die Beschriftungen aus unbekanntem Grund auf „eastbound“ bzw. „westbound“ geändert.
1931 wurde der Fahrpreis für die Strecke Portland–Lewiston wieder auf einen Dollar gesenkt, was jedoch nicht zu einem ausreichenden Passagieraufkommen führte. Gleichzeitig wurden die Limited-Fahrten eingestellt und alle 18 Fahrten pro Richtung und Werktag sowie 16 Fahrten pro Richtung an Sonntagen hielten jeweils an allen Stationen.
Ursprünglich war vorgesehen, Gütertransfer zur Maine Central Railroad durchzuführen. Hierzu wurde am Bahnhof Deering Junction in Portland eine Gleisverbindung zur Eisenbahn eingebaut, die jedoch nach Eröffnung der Strecke durch die Maine Central Railroad entfernt wurde. Dadurch fand auf der PLI nur lokaler Güterverkehr statt. Zweimal am Tag fuhr hierfür ein Gütertriebwagen zwischen Portland und Lewiston.

## Stromversorgung
Den Strom stellte die Muttergesellschaft, die Androscoggin Electric Company zur Verfügung, die ihn in einem Wasserkraftwerk in Deer Rips am Androscoggin River produzierte. Außerdem stand in Lewiston eine Dampfturbine zur Verfügung. Gleichrichterunterwerke standen entlang der Strecke in Danville, Gray und West Falmouth.
Die Oberleitung bestand aus Kupferdraht, die hölzernen Fahrleitungsmasten standen im Abstand von 120 Fuß (ca. 36 Meter). Auf der bahneigenen Strecke zwischen Morrill’s Corner und Auburn wurde mit einer Betriebsspannung von 650 Volt gefahren. Die Straßenbahnen in Portland und Lewiston/Auburn hatten Spannungen von 600 bzw. 550 Volt.

## Fahrzeuge
Zum Einsatz kamen schwere hölzerne Interurban-Fahrzeuge, die 1912 von der Laconia Car Company (4 Stück) bzw. von der Wason Manufacturing Company (2 Stück) hergestellt wurden. Die sechs anfänglichen Personentriebwagen hatten je 44 Sitzplätze und ein Raucherabteil mit weiteren 8 Plätzen. Daneben standen 10 flache Güterwagen sowie ein Arbeitstriebwagen zur Verfügung. Die Bahn erwarb 1915 weitere zwei Personenwagen von Laconia mit 48 Plätzen und ohne Raucherabteil sowie eine Güterlokomotive der Baldwin Locomotive Works. Die neuen Triebwagen wurden hauptsächlich für die Fahrten eingesetzt, die an allen Stationen hielten. Daneben wurde im gleichen Jahr ein zweiter Arbeitstriebwagen angeschafft, der wie der erste im Winter auch als Schneepflug diente. Ein weiterer folgte 1919 und ein vierter in den darauffolgenden Jahren. Die Bahn kaufte schließlich 1920 einen weiteren Personentriebwagen von Wason, der baugleich mit der ersten Serie war.
Eine Besonderheit der Bahn war die fortschrittliche Ausrüstung ihrer Fahrzeuge. Ab 1916 war sie die erste Interurban-Linie, auf der Stromabnehmer mit Kontaktschuhen statt einem Kontaktwägelchen zum Einsatz kamen, was die Betriebssicherheit deutlich erhöhte. Außerdem wurden bei allen Wagen der Bahn von Anfang an automatische Kupplungen nach dem System Westinghouse verwendet. 1924 stellte die Gesellschaft außerdem das akustische Warnsignal der Triebwagen von einer Pfeife auf weiter hörbare Lufthörner um.
Die Fahrzeuge waren an den Fronten und Seiten grün gestrichen, die Türen dunkelrot und das Dach grau. Die Beschriftungen auf den Wagen war in goldenen Buchstaben aufgemalt. Später wurden die Wagenfronten orange gestrichen.
Triebwagen 10 wurde 1933 nach Camp Ellis auf das Privatgrundstück der Tochter W. Scott Libbeys verbracht und erst 1946 verschrottet. Triebwagen 14 wurde nach der Stilllegung in Sabattus als Gartenlaube verwendet und befindet sich heute im Seashore Trolley Museum in Kennebunkport.
Die folgende Tabelle bietet einen Überblick über die Triebfahrzeuge der Bahn. Nicht aufgenommen sind die Güterwagen ohne eigenen Antrieb:
| Tw-Nummer (Name) | Hersteller | Baujahr | Einsatz |
| ---------------- | ---------- | ------- | --- |
| 10 („Arbutus“)   | Laconia    | 1912    | Personentriebwagen, 1933 an privat verkauft                                                                                      |
| 12 („Gladiolus“) | Laconia    | 1912    | Personentriebwagen, 1933 verschrottet                                                                                            |
| 14 („Narcissus“) | Laconia    | 1912    | Personentriebwagen, 1933 an privat verkauft, später an das Seashore Trolley Museum abgegeben                                     |
| 16 („Clematis“)  | Laconia    | 1912    | Personentriebwagen, 1933 verschrottet                                                                                            |
| 18 („Azalea“)    | Wason      | 1912    | Personentriebwagen, nach 1933 an privat verkauft                                                                                 |
| 20 („Magnolia“)  | Wason      | 1912    | Personentriebwagen, 1933 verschrottet                                                                                            |
| 22 („Maine“)     | Wason      | 1920    | Personentriebwagen, nach 1933 als Imbisswagen in Lewiston aufgestellt                                                            |
| 30               | Laconia    | 1914    | Arbeits- und Gütertriebwagen, Oberleitungswagen, im Winter auch Schneepflug, 1933 verschrottet                                   |
| 32               | Laconia    | 1915    | Arbeits- und Gütertriebwagen, im Winter auch Schneepflug, 1933 verschrottet                                                      |
| 34               | Kuhlman    | 1919    | Arbeits- und Gütertriebwagen, im Winter auch Schneepflug, 1933 verschrottet                                                      |
| 36               | Laconia    | ?       | in den 1920er Jahren von der LA&W gebraucht gekauft, Arbeits- und Gütertriebwagen, im Winter auch Schneepflug, 1933 verschrottet |
| 40               | Laconia    | 1915    | Personentriebwagen, 1916–18 an die Straßenbahn Portland ausgeliehen, nach 1933 an einen Bootsladen in South Casco verkauft       |
| 42               | Laconia    | 1915    | Personentriebwagen, nach 1933 an einen Bootsladen in South Casco verkauft                                                        |
| 90               | Baldwin    | 1912    | Güterlokomotive, 1925–33 an die Straßenbahn Portland ausgeliehen, 1933 verschrottet                                              |

## Besondere Vorkommnisse
Am 18. März 1917 ereignete sich ein Raubüberfall. Dem Schaffner des letzten Wagens nach Portland an diesem Tag wurden 50 Dollar entwendet. Der Täter, ein Triebfahrzeugführer der Bahngesellschaft, konnte gefasst und verurteilt werden.
In den 19 Betriebsjahren der Bahn musste der Güterschuppen in Gray zweimal neu gebaut werden. Zunächst brach er unter der Last des zuvor gefallenen Schnees am 11. Februar 1918 zusammen, wenige Jahre später wurde der Neubau durch ein Feuer zerstört, bei dem auch die Güterlok 90 beschädigt wurde.
Am 11. Januar 1924 wurden beim einzigen schwereren Unfall der Bahn 16 Fahrgäste verletzt, als der Triebwagen 22 am Abzweig von der Straßenbahn in Auburn auf den Triebwagen 18 auffuhr. Beide Wagen waren als Sonderfahrt unterwegs, um ein Schülerbasketballteam nach Portland zu bringen.